# Allomyia sajanensis
Allomyia sajanensis är en nattsländeart som beskrevs av Levanidova 1967. Allomyia sajanensis ingår i släktet Allomyia och familjen Apataniidae. Inga underarter finns listade i Catalogue of Life.